# Кен Уилбър
Кенет Ърл Уилбър младши (на английски: Kenneth Earl Wilber Jr) е американски мистик и плодовит писател. Уилбър пише на теми за психология, философия, мистицизъм, екология и духовна еволюция. Той живее и работи в Денвър, Колорадо. Още с публикуването на първата си книга „Спектърът на съзнанието“ през 1977 г. Кен Уилбър се утвърждава като един от водещите живи теоретици на трансперсоналата психология. По-късно той съзнателно се разграничава от трансперсоналното движение и основава Интегрален Институт за интегрална психология през 1998 г. Уилбър твърди, че е практикуващ дзен будист, но обединява най-различни подходи и идеи в книгите си.